# Deià

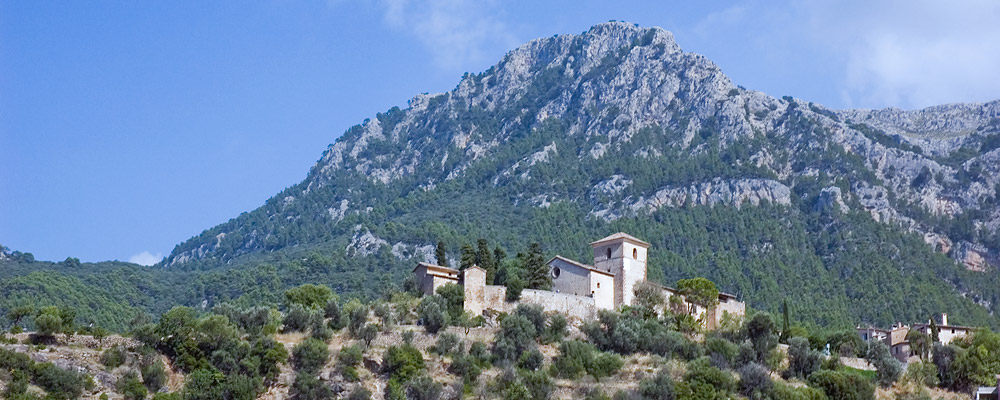
Fotografie masivu nad obcí

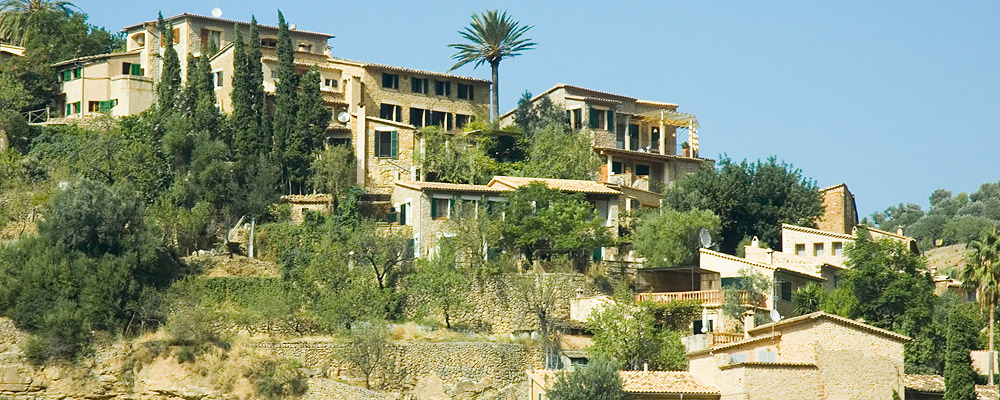
Domy v obci

Deià je malá pobřežní vesnice v severní části španělského ostrova Mallorca. Nachází se nedaleko města Valldemossa a proslavili ji hlavně slavní spisovatelé a hudebníci, kteří zde žili.
Jeho idylické okolí pomerančových a olivových hájů na strmých útesech s výhledem na Středozemní moře sloužilo jako útočiště anglickým a americkým umělcům v dobách první světové války. Anglický básník, badatel a romanopisec Robert Graves byl jedním z prvních cizinců, kteří se ve vesnici usadili. Spolupracoval zde s Laurou Ridingovou, se kterou zřídili Seizin Press (malé vydavatelství). Graves se sem po válce vrátil a zůstal zde až do své smrti, používaje městečka jako kulis pro mnoho svých příběhů, včetně historického románu Hercules my Shipmate. Spisovatelka Anaïs Nin navštívila vesnici ve dvacátých letech dvacátého století a napsala krátký příběh odehrávající se na vedlejší pláži.